# 2006年7月爪哇地震
2006年7月爪哇地震在印尼爪哇外海發生，地震強度7.7。此次地震發生於2006年7月17日8時24分（UTC）（當地時間為15時24分）。
美國地質調查所推定此次地震的震央是位於9°17′42″S 107°20′49″E / 9.295°S 107.347°E，其震源 (hypocenter)位於海床下48.6 公里。震央的相對位置位於聖誕島的東北方約225公里（約140英哩）、印尼首都雅加達的南方約358公里（約222英哩）的海上和打橫市西南偏南240公里（150英哩）。此次地震為2005年蘇門答臘地震的餘震。

## 估計傷亡人數
根據印尼國家災難管理及應變局 (National Disaster Management Coordinating Agency)一位發言人表示，最少660人死亡，323人失踪，超過51,500人失散。

最少三名非印尼籍人士死亡，分別來自荷蘭、瑞典和巴基斯坦。瑞典外交部指出，地震發生首天，一個瑞典家庭有兩名小童失踪。後來，人員在當地地勢較高的地方找到他們。
|      | 死者 | 死者  | 傷者  | 失踪者 | 失散者   |
| 證實 | 估計 |       | 傷者  | 失踪者 | 失散者   |
| ---- | ---- | ----- | ----- | ------ | -------- |
| 總數 | 547  | 550人 | 595人 | 275人  | 54,256人 |

## 餘震
根據美國地質調查所記錄，爪哇以南發生最少22次餘震，震級為4.8至6.1。最強烈兩次餘震分別是6.0和6.1Mw

## 海嘯
地震引發3米高的海嘯，破壞爪哇南岸的房屋，導致最少659人死亡，最少229人仍然失踪。
海嘯衝擊長達110英哩的爪哇海岸線，該海岸在2004年南亞海嘯沒有受到波及。在一些地區，高達6尺的海浪衝擊至離岸200碼的地區，破壞大量房屋、酒店和餐廳。汽車、電單車和小艇大多毀爛，散落在漁網、傢俬和其他瓦礫之間。
海嘯也衝擊印尼南部、萬隆及牙律 (Garut)東南岸的鄉村Cipatujah和龐岸達蘭。據報導指，西爪哇海灘勝地龐岸達蘭遭受嚴重破壞，當地數千人到高地暫避。

### 局部海嘯
地震過後，印尼氣象及地質物理局 (Indonesian Meteorological and Geophysics Agency)表示海嘯可能只影響局部地區，範圍限於震央方圓100公里，表示海嘯並非大規模，不像2004年12月26日的南亞大海嘯。但是，鄰國印度仍然為在孟加拉灣的安達曼群島發出海嘯警告——04年海嘯發生後，安達曼群島遭受嚴重破壞。圣诞岛也發出警告，但當地警方表示該地沒有受到破壞。澳大利亞氣象局 (Bureau of Meteorology)在島上的潮汐測量器錄得僅60厘米的海嘯。西澳大利亞的金伯利區 (Kimberley region)也發出海嘯警告。

### 預警
地震發生後，震央方圓100公里可能產生海嘯，衝擊爪哇島和聖誕島的海岸。於是，12分鐘後，夏威夷的太平洋海嘯預警中心發出海嘯公告，預計海嘯將在09:00 UTC衝擊印尼海岸，比實際時間早了24分鐘。它指出，根據以往紀錄，這次海嘯只會影響局部海岸，不可能造成嚴重破壞。大約兩個半小時後，中心發出第二次公告，確定新聞傳媒海嘯業已發生的報導，並重申不會有大規模海嘯發生。
- 預警中心在08:36 UTC發出的首次海嘯公告（页面存档备份，存于）
- 預警中心在11:08 UTC發出的第二次海嘯公告（页面存档备份，存于）

印尼國家研究院長 (State Minister for Research and Technology)Kusmayanto Kadiman證實，印尼當局在首次海嘯發生前二十分鐘，已收到太平洋海嘯預警中心和日本氣象廳的報告。然而，他表示印尼政府並不想公開報告，因為不想引起不必要的恐慌。根據美联社的報導，這位官員曾表示在海嘯前45分鐘收到上述報告。 Kadiman後來又表示，當局在海嘯前七分鐘以短訊發出警告，但是未能及時引起當時居民的注意。
國家研究院官員、負責監督全國預警機制的Edi Prihantoro表示，爪哇南部沒有海岸預警系統，以通知當地居民。
印尼早前開始為期五年的計劃，在諸島安裝海嘯預警浮標，並於去年在蘇門答臘海岸安裝兩個浮標。然而，Prihantoro 被問到有多少浮標現正運行時，他表示沒有：“我們需要22個浮標覆蓋整個印尼。我們從德國收到兩個，在數個月前安裝好，但現在毀壞了。”現時該兩個浮標已經拆除，其中一個正待維修。.

### 疏散
最少23,000人逃離海岸，一些害怕海嘯侵襲，一些則已失去家園。